# Capnia confusa
Capnia confusa är en bäcksländeart som beskrevs av Peter Walter Claassen 1936. Capnia confusa ingår i släktet Capnia och familjen småbäcksländor. Inga underarter finns listade i Catalogue of Life.